# 自然角殼灰介
自然角殼灰介（学名：Cornucoquimba naturalis）为半花介科角殼灰介屬下的一个种。